# Alfred Raquez
Alfred Raquez, né Joseph Nicolas Ferdinand Gervais le 8 septembre 1862 à Dunkerque et mort le 10 janvier 1907 à Marseille, est un voyageur, écrivain et photographe français. Il a changé de nom à la suite d'une condamnation pour banqueroute et abus de confiance.

## Biographie
Joseph Nicolas Ferdinand Gervais naît à Dunkerque en 1862. Il est le fils d'Henri Eugène Désiré Gervais, marchand de draps, et Élise Joseph Duhot, son épouse.
Il arrive au Tonkin en 1898, après avoir vécu à Shanghai et voyagé au Laos et au Cambodge.
À Hanoï, il devient l’ami de François-Henri Schneider et de Philippe de Sesmaisons (1876-1910), avec lequel il effectue plusieurs voyages au Laos.
Nommé rédacteur en chef de la Revue indochinoise par François-Henri Schneider après la disparition de Jules Boissière, il écrit des articles sur le Laos qu'il illustre de ses photographies.
En 1902, il intègre dans l'ouvrage Entrée gratuite les photographes, amateurs ou professionnels qui sont présents à l’exposition de Hanoï.
Beaucoup de ses clichés sont publiés en cartes postales par les éditions La Pagode (Decoly) de Saigon.
En 1906, L’Illustration publie son portrait de l’empereur Thành Thái, juste avant sa destitution par la France. Alfred Raquez publie également, pour l'Exposition coloniale de Marseille et avec la collaboration de Joseph Ferrière, Georges Garros et Alfred Meynard, un ouvrage monumental, intitulé L’Indo-Chine 1906.
Il meurt en son domicile marseillais du 10, plage du Prado, sous le nom d'Alfred Raquez, sur la déclaration d'Ernest Outrey, alors inspecteur des services civils de l'Indochine. Mais 15 jours plus tard, une mention marginale est apposée sur son acte de décès, rectifiant son identité.

## Galerie

Cartes postales du Laos
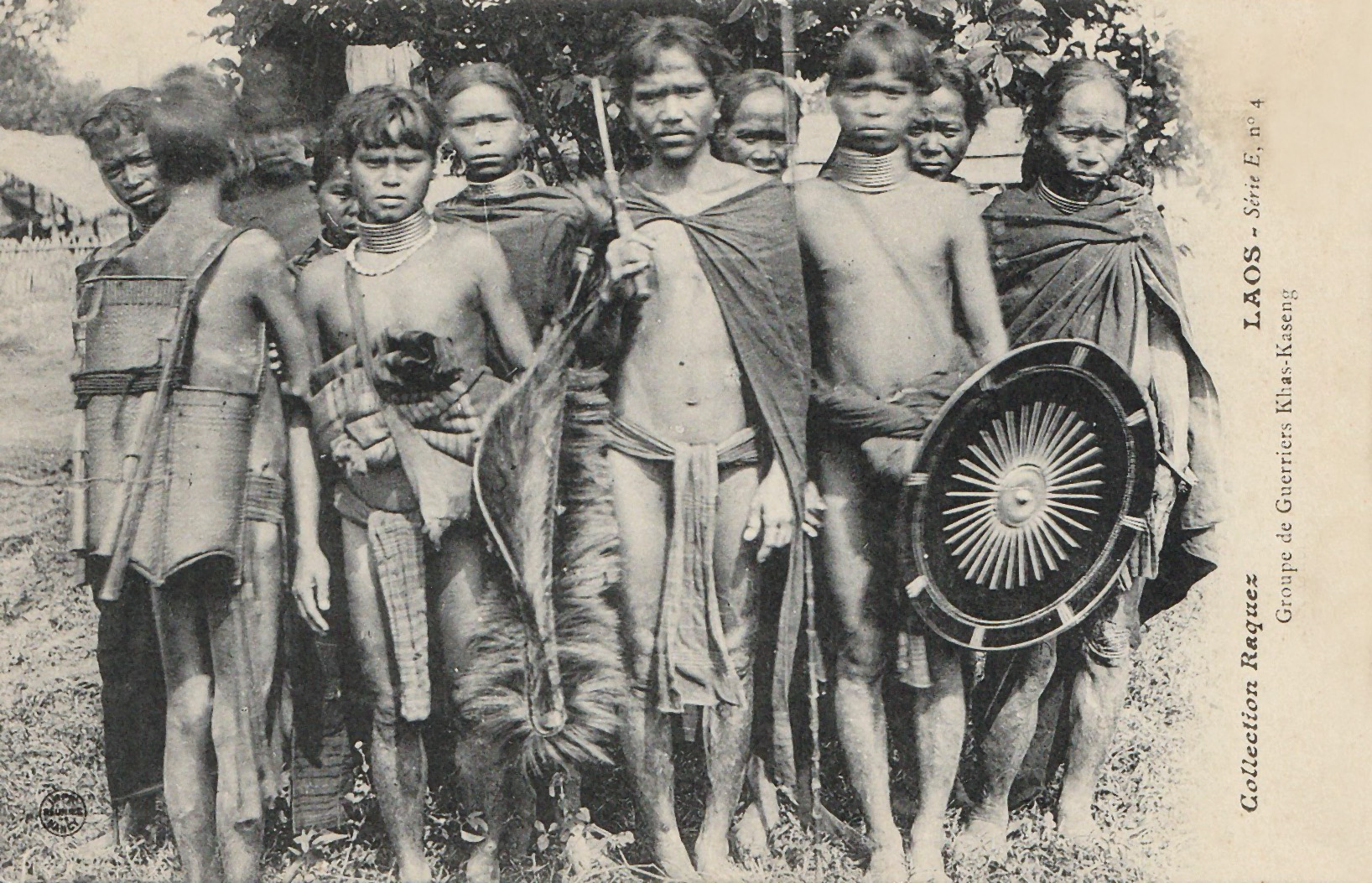
Groupe de guerriers Khas-Kaseng.
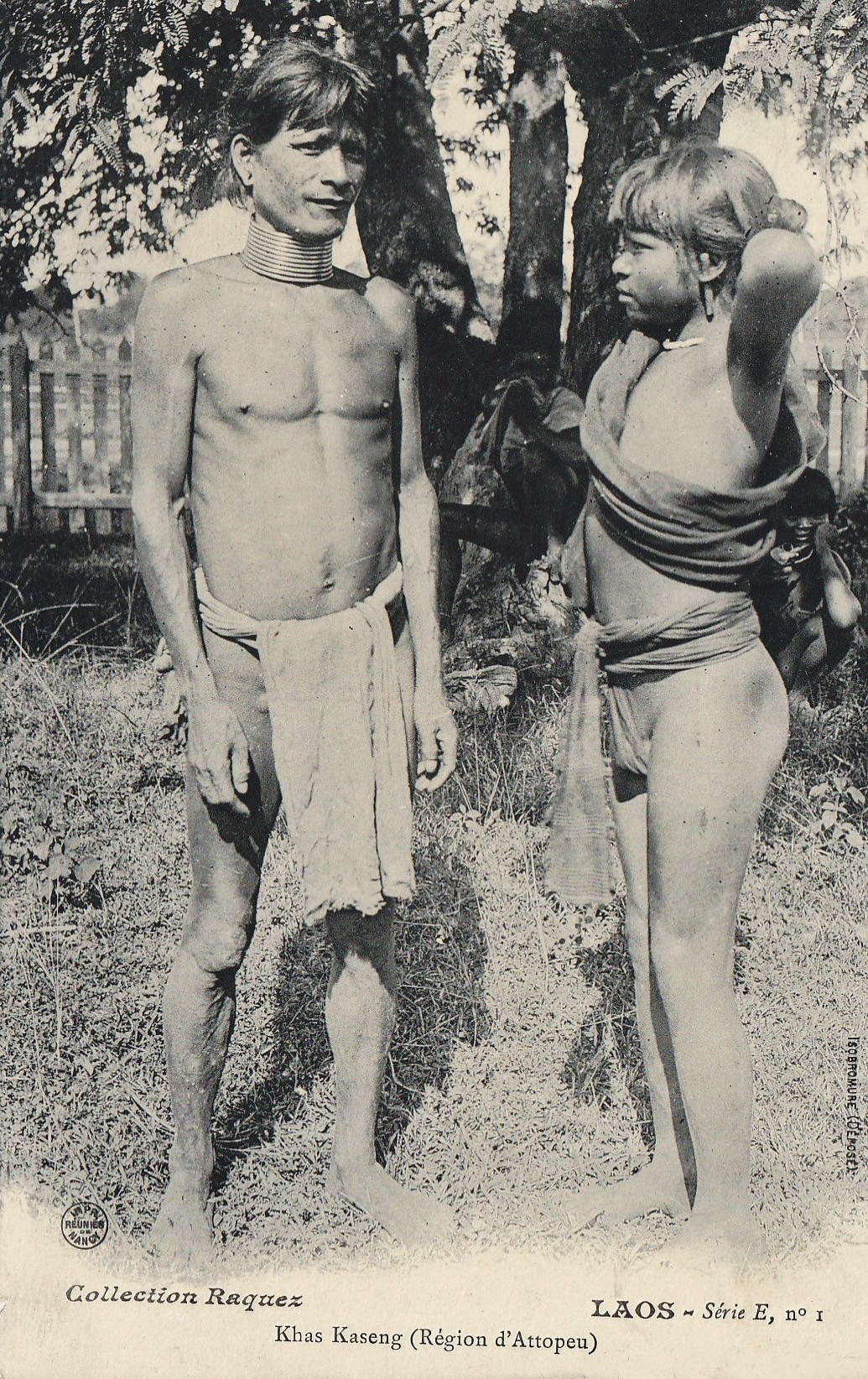
Khas Kaseng  (Région d'Attopeu).
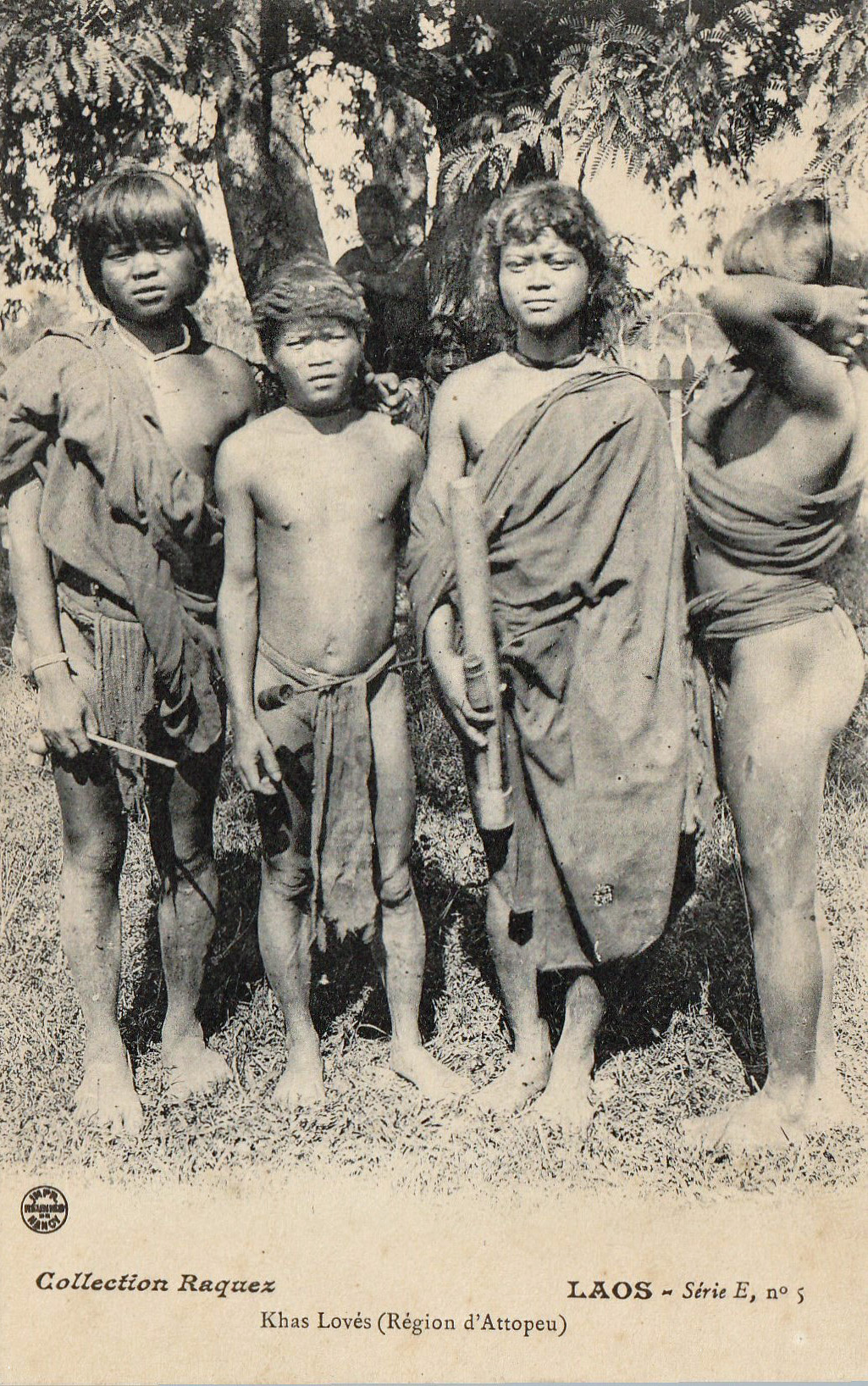
Khas Lovès (Région Attopeu).
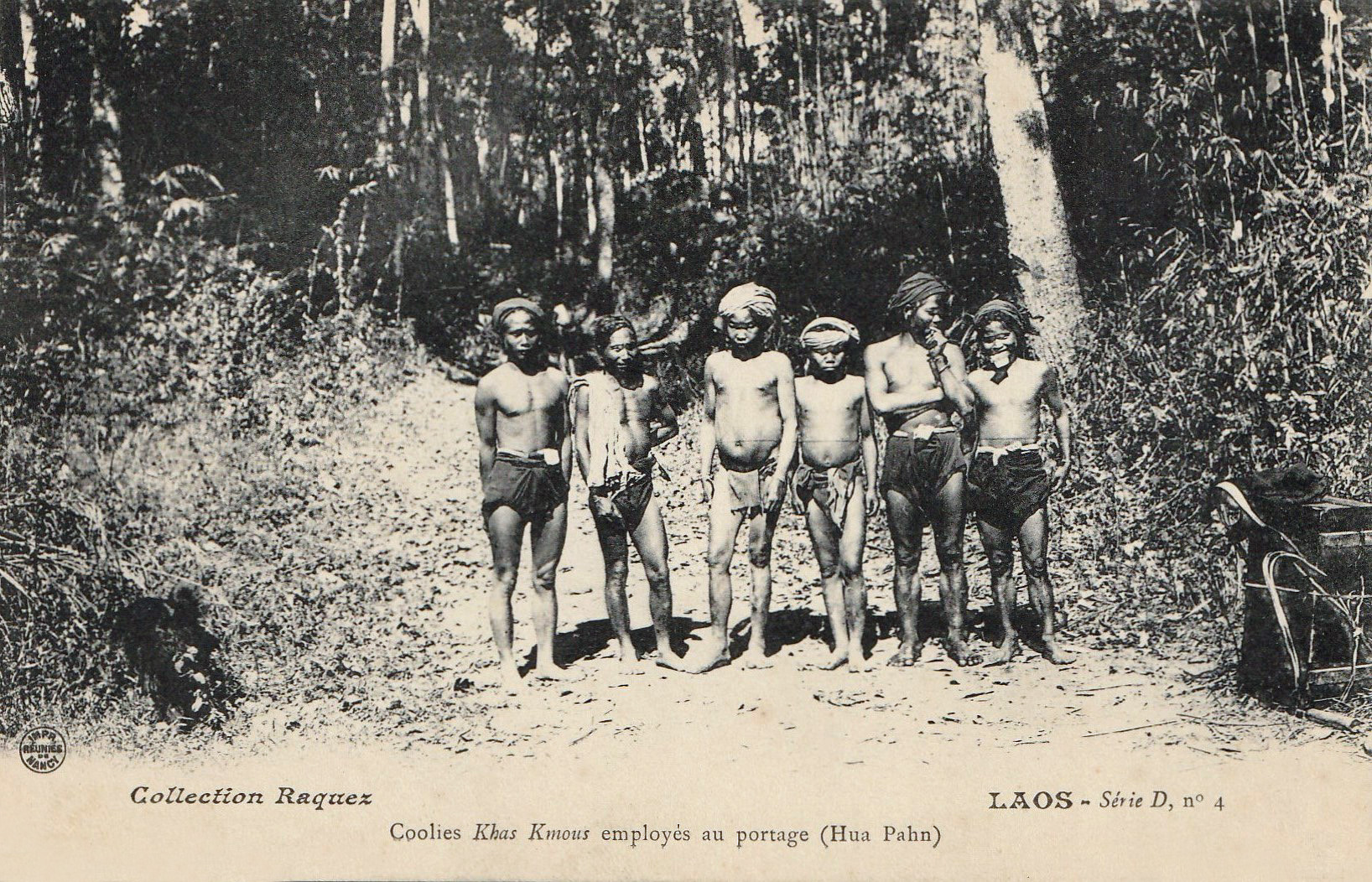
Coolies Khas Kmous employés au portage.
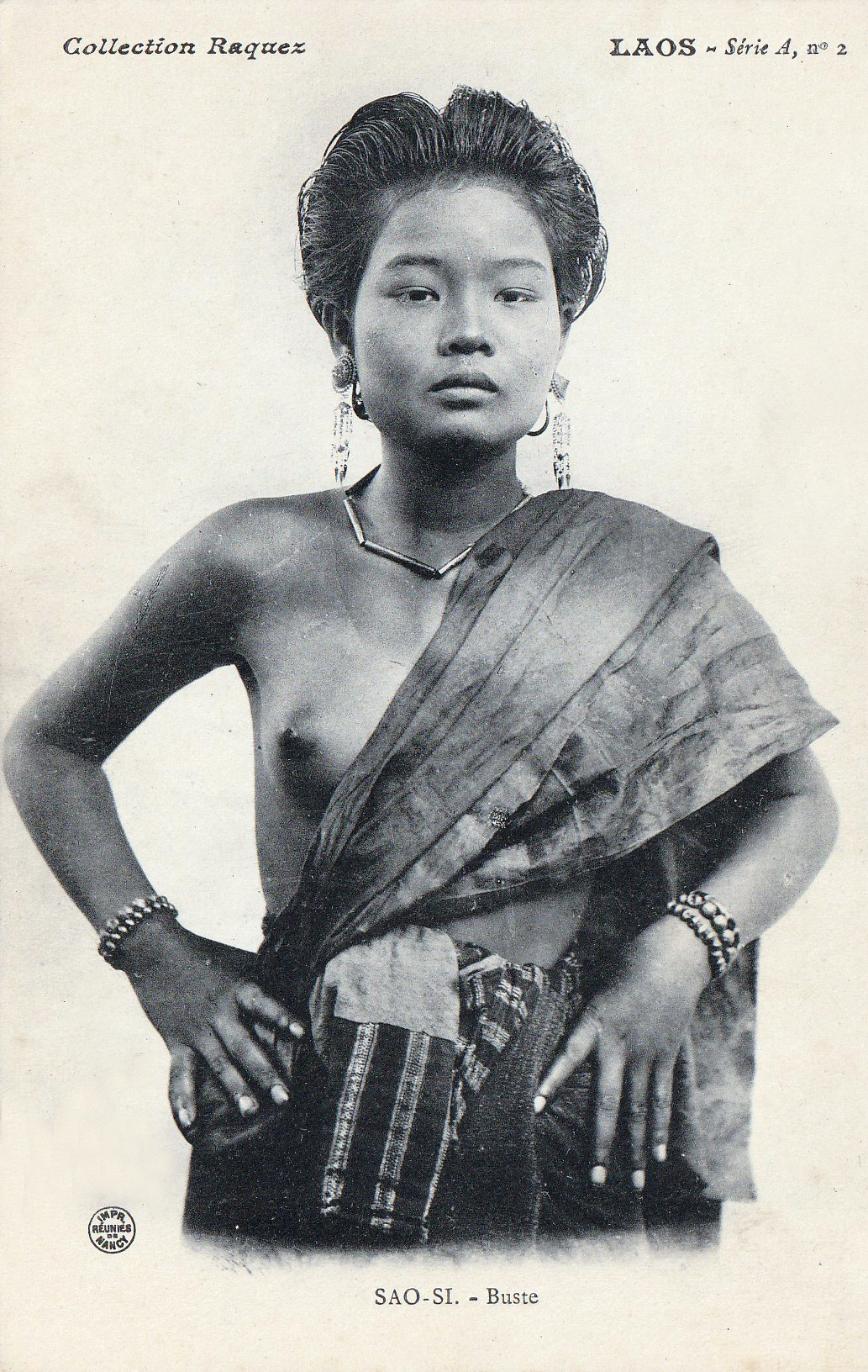
Sao-Si.

## Publications
- Au pays des pagodes, Shanghai ,1900
- Pages laotiennes (Notes de voyages), Hanoï, F.-H. Schneider imprimeur-éditeur, 1902
- Entrée gratuite, Saïgon, Claude et Cie, 1903
- Avec Joseph Ferrière, Georges Garros, Alfred Meynard, L’Indo-Chine 1906, publication faite sous les auspices du gouvernement général de l'Indo-Chine, Exposition intercoloniale, Falque, 1906[4]